# Masai
Masai (Maasai) su narod istočno-sudanske porodice naroda (Nilsko-saharska), ogranak Nilota, danas nastanjen u području Kenije i Tanzanije. 
Masai su izvorno pravi polunomadski pastirski narod, koji se za ispašom pokreće za svojim stadima stoke. Tek su se u Tanzaniji neke grupe Masaja počele baviti agrarnim poslovima. Godine 1959., prema Haileyu (navodi Marlene M. Martin), posjedovali su nekih 700,000 grla stoke, i uz nju velima stada ovaca, koza i kokoši. 
Temeljna socijalna jedinica je kraal sastavjen od poliginijskih obitelji, 20-50 kraalova čini selo, također zvano kraal (boma, enk-ang). Među Masajima postoji sistem dobnih razreda, u kojima su muškarci podijeljeni u 3 grupe: mladiće, ratnike (moran) i starce. Postankom ratnika, mladić mijenja boravište, i odlazi u posebno selo zvano manyatta. U manyatti žive ratnici njihove majke, sestre i neinicirane djevojke-ljubavnice. Nasuprot manyatti kraal se sastoji od oženjenih 'staraca' (muškarci koji više nisu ratnici) i njihovih obitelji. Ratnik kojemu je dužnost štititi selo (pleme) nikada nije ženjen. Tek isluženi ratnik smije se oženiti, nakon čega napušta manyattu i odlazi u kraal. 

## Vanjske poveznice
- The Masai People